# Новый правый центр
Новый правый центр (итал. Nuovo Centrodestra — NCD) — официально зарегистрированная итальянская политическая партия правоцентристской ориентации, входящая в правящую коалицию. Президентом партии являлся Анджелино Альфано.
Партия была создана 15 ноября 2013 года в результате раскола партии Народ свободы и распущена 18 марта 2017 года.

## История

### Раскол партииНарод свободы
Инициатором раскола партии был сам Анджелино Альфано, считавшийся официальным преемником Сильвио Берлускони и занимающий посты вице-премьера и главы МВД в правительстве Италии, возглавляемом Энрико Летта.
Незадолго до раскола партии Сильвио Берлускони объявил о преобразовании своей партии «Народ свободы» в партию «Вперёд, Италия». Так называлась его первая партия, с которой он впервые победил на выборах в 1994 году. В 2007 году она была расширена за счет слияния с Национальным альянсом и превратилась в Народ свободы. Такое решение Сильвио Берлускони поддержали не все члены партии. Сохранить единство партии было непросто. Ситуацию осложнил окончательный приговор Кассационного суда по делу за налоговое мошенничество в многомиллионных размерах. Приговор лишил Сильвио Берлускони права на парламентский мандат сроком на 4 года. Кроме того, впереди у бывшего премьер-министра Италии ещё три судебных процесса: суд второй инстанции по «делу Руби» (связь с несовершеннолетней проституткой); суд первой инстанции Милана по делу о «покупке» сенатора Серджо Де Грегорио и некоторых его единомышленников, которых Берлускони подкупил в 2008 году, чтобы переманить из оппозиции в свой политический лагерь с целью распустить кабинет Романо Проди, и суд по «делу Тарантино» о вымогательстве и подстрекательстве к проституции.
В рядах партии давно существовали разногласия. Одной из причин, который привел к расколу партии явился призыв Сильвио Берлускони покинуть коалицию в связи с лишением его права на парламентский мандат решением окончательной инстанции суда и тем самым привести правительство Энрико Летты к отставке. Анджелино Альфано и его сторонники не были согласны с такой позицией. Они хотели и дальше поддерживать правительство Энрико Летта.
В результате в партии Народ свободы образовалось два противоборствующих течения — их условно разделили на «ястребов» (сторонников экс-премьера) и «голубей» (государственников, поддерживающих правительство Энрико Летты). Инициированный Сильвио Берлускони ребрендинг партии обернулся её расколом.
Одно партийное крыло государственников во главе с вице-премьером Анджелино Альфано образовало в парламенте собственную фракцию Новый правый центр.
Вторая часть партии, представленная верными соратниками Сильвио Берлускони, возродила партию Вперед, Италия.
Первое заседание новой партии Анджелино Альфано произошло 22 ноября 2013 года в городе Катания. 7 декабря 2013 года Анджелино Альфано официально представил в Риме новый символ партии.

### Представители партии в правительстве Летта

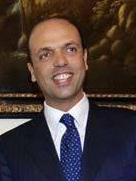
Анджелино Альфано в 2013.

НПЦ поддерживал политику правительства Энрико Летта. Партию в нём представляли 5 министров, 1 заместитель министра и 7 младших статс-секретарей (sottosegretario di stato):
- Анджелино Альфано — заместитель председателя Совета министров, министр внутренних дел
- Беатриче Лоренцин — министр здравоохранения
- Маурицио Лупи — министр транспорта и инфраструктуры
- Нунция Де Джироламо (Nunzia De Girolamo) — министр сельскохозяйственной политики и охраны леса
- Гаэтано Квальярьелло (Gaetano Quagliariello) — министр конституциональных реформ
- Луиджи Казеро (Luigi Casero) — заместитель министра экономики
- Джузеппе Кастильоне (Giuseppe Castiglione) — младший статс-секретарь Министерства сельскохозяйственных ресурсов
- Симона Викари (Simona Vicari) — младший статс-секретарь Министерства экономического развития
- Сабрина Де Камиллис (Sabrina De Camillis) — младший статс-секретарь Министерства по внутриправительственным отношениям
- Джоаккино Альфано (Gioacchino Alfano) — младший статс-секретарь Министерства обороны
- Альберто Джорджетти (Alberto Giorgetti) — младший статс-секретарь Министерства экономики
- Рокко Джирланда (Rocco Girlanda) — младший статс-секретарь Министерства транспорта и инфраструктуры
- Габриеле Токкафонди (Gabriele Toccafondi) — младший статс-секретарь Министерства образования

### Представители партии в правительстве Ренци
22 февраля 2014 года сформировано правительство Ренци, в котором представители Нового правого центра получили, помимо нескольких мест младших статс-секретарей, 3 министерских кресла.
- Анджелино Альфано — министр внутренних дел
- Беатриче Лоренцин — министр здравоохранения
- Маурицио Лупи — министр транспорта и инфраструктуры (в отставке с 20 марта 2015 года)
- Энрико Коста — министр без портфеля по делам регионов и автономий с 29 января 2016 года[8].

### Представители партии в правительстве Джентилони
12 декабря 2016 года сформировано правительство Джентилони, в котором представители Нового правого центра получили, помимо нескольких мест младших статс-секретарей, 3 министерских кресла.
- Анджелино Альфано — министр иностранных дел
- Беатриче Лоренцин — министр здравоохранения
- Энрико Коста — министр без портфеля по делам регионов и автономий

### Раскол партии
18 марта 2017 года в Риме состоялась национальная ассамблея новой партии «Народная альтернатива», которую возглавил бывший лидер НПЦ Анджелино Альфано, вместе с которым партию покинули другие представители НПЦ в правительстве Джентилони.

## Структура партии
- Президент организационного комитета — Ренато Скифани
- Руководитель партии в Сенате — Лаура Бьянкони
- Руководитель партии в Палате депутатов — Энрико Коста (до 22 февраля 2014 года)
- Глава делегации в Народной Европейской Партии — Джованни Ла Вита

## Идеологические составляющие партии
В партии существует значительное количество идеологических течений, включая несколько христианско-демократических, либеральное, социал-либеральное и консервативно-либеральное.